# Eccellenza Abruzzo 2015-2016
Il campionato italiano di calcio di Eccellenza regionale 2015-2016 è stato il venticinquesimo organizzato in Italia. Rappresenta il quinto livello del calcio italiano.

## Stagione

### Novità
Rispetto alla precedente stagione arrivano nel massimo campionato regionale dalla Promozione il Sambuceto e due squadre con alle spalle stagioni nei professionisti come il Morro d'Oro e la Val di Sangro; dalla Serie D retrocede il Celano.
Da segnalare i cambi di denominazione di due delle tre neopromosse, il Morro d'Oro abbandona il nome Atletico Morro d'Oro per tornare alla storico nome della compagine biancorossa; la vecchia Folgore Sambuceto invece si trasforma in Sambuceto Calcio.
Per la quinta volta consecutiva la provincia di Chieti è la più rappresentata con sette squadre, seguita da quella di Teramo che aumenta di un'unità il proprio numero passando da quota cinque a sei, a differenza della stagione precedente non è prevista nessuna stracittadina.

### Formula
La formula del campionato prevede la promozione diretta in Serie D per la squadra che giunge in prima posizione in campionato, con play-off tra le squadre comprese tra la seconda e la quinta posizione per l'accesso agli spareggi nazionali. Lo schema prevede semifinali in partita unica tra la seconda e la quinta e tra la terza e la quarta classificata da disputarsi in casa della squadra con la miglior posizione tra le due; in caso di distanza in classifica superiore ai nove punti tra le due contendenti la semifinale non si disputa e la squadra meglio classificata accede alla finale; questa si terrà in campo neutro tra le due squadre qualificate, e la vincente accederà agli spareggi interregionali per la promozione in Serie D.
I play-off regionali non verranno disputati qualora la seconda classificata abbia più di nove punti di vantaggio sulla terza, accedendo così direttamente alla fase nazionale.
Qualora tra le squadre in zona play-off sia presente una squadra già promossa in Serie D tramite la Coppa Italia Dilettanti 2015-2016, subentrerà ad essa la sesta classificata.
Le retrocessioni nel campionato di Promozione possono essere tre o quattro, in base ai risultati derivanti dalla Serie D; la squadra in diciottesima posizione retrocede direttamente, mentre le società tra la quattordicesima e la diciassettesima posizione disputano i play-out con una griglia speculare a quella dei play-off (14ª-17ª e 15ª-16ª), in partita secca in casa della meglio classificata, le due sconfitte retrocedono anch'esse di categoria; qualora si renda necessario si disputa anche un ulteriore spareggio fra le due vincenti per decretare la quarta squadra retrocessa. Nel caso di un divario in classifica tra le due contendenti di almeno dieci punti il play-out in questione non si disputa e si ha la retrocessione diretta della peggior classificata.

## Squadre partecipanti
| Club                      | Città (provincia)               | Stadio                         | Stagione 2014-2015         |
| ------------------------- | ------------------------------- | ------------------------------ | -------------------------- |
| Acqua&Sapone              | Montesilvano (PE)               | Stadio Comunale Montesilvano   | 14ª in Eccellenza Abruzzo  |
| A.S.D. Alba Adriatica     | Alba Adriatica (TE)             | Stadio Comunale Luca Vallese   | 15ª in Eccellenza Abruzzo  |
| A.S.D. Capistrello        | Capistrello (AQ)                | Stadio Comunale                | 12ª in Eccellenza Abruzzo  |
| F.C. Celano               | Celano (AQ)                     | Stadio Fabio Piccone           | 18ª in Serie D gir.F       |
| A.S.D. Cupello Calcio     | Cupello (CH)                    | Stadio Comunale                | 7ª in Eccellenza Abruzzo   |
| A.S.D. Francavilla        | Francavilla al Mare (CH)        | Stadio Comunale Valle Anzuca   | 4ª in Eccellenza Abruzzo   |
| A.S.D. Martinsicuro       | Martinsicuro (TE)               | Stadio Alberto Tommolini       | 13ª in Eccellenza Abruzzo  |
| A.S.D. Miglianico         | Miglianico (CH)                 | Stadio Fratelli Ciavatta       | 9ª in Eccellenza Abruzzo   |
| A.S.D. Montorio 88        | Montorio al Vomano (TE)         | Stadio Giampiero Pigliacelli   | 10ª in Eccellenza Abruzzo  |
| A.S.D. Morro d'Oro Calcio | Morro d'Oro (TE)                | Stadio Comunale                | 1ª in Promozione Abruzzo/A |
| A.S.D. Paterno            | Paterno (Avezzano) (AQ)         | Stadio Fabio Piccone di Celano | 2ª in Eccellenza Abruzzo   |
| A.S. Pineto Calcio        | Pineto (TE)                     | Stadio Comunale Mimmo Pavone   | 8ª in Eccellenza Abruzzo   |
| Renato Curi Angolana      | Città Sant'Angelo (PE)          | Stadio Leonardo Petruzzi       | 5ª in Eccellenza Abruzzo   |
| A.S.D. Sambuceto Calcio   | San Giovanni Teatino (CH)       | Stadio Comunale                | 1ª in Promozione Abruzzo/B |
| U.S. San Salvo A.S.D.     | San Salvo (CH)                  | Stadio Comunale Davide Bucci   | 3ª in Eccellenza Abruzzo   |
| Pol.Dil. Torrese          | Villa Torre di Castellalto (TE) | Stadio Dino Besso              | 6ª in Eccellenza Abruzzo   |
| A.S.D. Val di Sangro      | Atessa (CH)                     | Stadio Monte Marcone           | 2ª in Promozione Abruzzo/B |
| A.S.D. Vastese Calcio     | Vasto (CH)                      | Stadio Aragona                 | 11ª in Eccellenza Abruzzo  |

## Classifica
|  | Pos. | Squadra        | Pt | G  | V  | N  | P  | GF | GS | DR  |
|  | ---- | -------------- | -- | -- | -- | -- | -- | -- | -- | --- |
|  | 1.   | Pro Vasto      | 74 | 34 | 21 | 11 | 2  | 67 | 23 | +44 |
|  | 2.   | Paterno        | 73 | 34 | 21 | 10 | 3  | 67 | 23 | +44 |
|  | 3.   | Pineto         | 64 | 34 | 19 | 7  | 8  | 58 | 27 | +31 |
|  | 4.   | Martinsicuro   | 57 | 34 | 16 | 9  | 9  | 58 | 44 | +14 |
|  | 5.   | San Salvo      | 57 | 34 | 16 | 9  | 9  | 53 | 41 | +12 |
|  | 6.   | R.C. Angolana  | 52 | 34 | 14 | 10 | 10 | 53 | 43 | +10 |
|  | 7.   | Morro d'Oro    | 45 | 34 | 13 | 6  | 15 | 50 | 60 | -10 |
|  | 8.   | Francavilla    | 44 | 34 | 10 | 14 | 10 | 42 | 34 | +8  |
|  | 9.   | Capistrello    | 44 | 34 | 11 | 11 | 12 | 46 | 50 | -4  |
|  | 10.  | Alba Adriatica | 42 | 34 | 11 | 9  | 14 | 40 | 48 | -8  |
|  | 11.  | Miglianico     | 42 | 34 | 12 | 6  | 16 | 38 | 50 | -12 |
|  | 12.  | Cupello        | 41 | 34 | 11 | 8  | 15 | 51 | 59 | -8  |
|  | 13.  | Acqua&Sapone   | 39 | 34 | 10 | 9  | 15 | 42 | 60 | -18 |
|  | 14.  | Sambuceto      | 38 | 34 | 9  | 11 | 14 | 44 | 51 | -7  |
|  | 15.  | Montorio 88    | 34 | 34 | 6  | 16 | 12 | 39 | 48 | -9  |
|  | 16.  | Torrese        | 33 | 34 | 7  | 12 | 15 | 31 | 48 | -17 |
|  | 17.  | Val di Sangro  | 28 | 34 | 6  | 10 | 18 | 23 | 53 | -30 |
|  | 18.  | Celano         | 22 | 34 | 4  | 10 | 20 | 28 | 68 | -40 |

Legenda

      Promossa in Serie D 2016-2017.
      Ammessa ai play-off nazionali.
      Retrocesse in Promozione 2016-2017 dopo i play-out.
      Retrocesse in Promozione 2016-2017.

Note:
Tre punti a vittoria, uno a pareggio, zero a sconfitta.

## Risultati

### Tabellone
|                      | Acq | Alb | Cap | Cel | Cup | Fra | Mar | Mig | Mon | Mor | Pat | Pin | Rca | Ssa | Sam | Tor | Vds | Vas |
| -------------------- | --- | --- | --- | --- | --- | --- | --- | --- | --- | --- | --- | --- | --- | --- | --- | --- | --- | --- |
| Acquaesapone         |     | 2-1 | 0-2 | 0-0 | 5-2 | 0-0 | 2-3 | 2-0 | 3-2 | 5-5 | 1-0 | 0-2 | 1-1 | 2-0 | 0-3 | 2-1 | 1-1 | 0-3 |
| Alba Adriatica       | 1-1 |     | 1-1 | 1-1 | 1-2 | 1-1 | 0-1 | 3-0 | 4-0 | 3-2 | 0-2 | 1-0 | 2-3 | 3-1 | 2-2 | 1-2 | 1-0 | 0-2 |
| Capistrello          | 1-1 | 5-0 |     | 2-2 | 1-1 | 0-0 | 4-1 | 2-1 | 1-1 | 0-1 | 1-1 | 1-1 | 1-1 | 2-0 | 2-0 | 5-1 | 1-2 | 1-1 |
| Celano Marsica       | 1-2 | 0-1 | 1-0 |     | 0-4 | 0-0 | 1-3 | 1-1 | 2-2 | 2-0 | 1-3 | 0-7 | 1-1 | 1-2 | 2-3 | 0-1 | 2-1 | 0-2 |
| Cupello              | 2-1 | 0-1 | 1-2 | 3-2 |     | 1-1 | 2-5 | 0-2 | 1-3 | 3-1 | 1-1 | 1-0 | 3-1 | 1-3 | 1-1 | 0-0 | 4-0 | 0-3 |
| Francavilla          | 1-1 | 3-1 | 1-0 | 2-1 | 5-1 |     | 1-1 | 3-0 | 1-1 | 1-2 | 2-1 | 1-0 | 1-1 | 0-1 | 0-0 | 0-0 | 0-0 | 0-1 |
| Martinsicuro         | 3-2 | 4-0 | 3-0 | 2-1 | 1-1 | 2-2 |     | 0-1 | 2-2 | 1-1 | 0-2 | 1-2 | 1-3 | 2-0 | 3-1 | 1-1 | 3-0 | 0-2 |
| Miglianico           | 1-2 | 1-0 | 3-0 | 3-1 | 2-0 | 2-1 | 0-2 |     | 1-0 | 1-2 | 1-4 | 0-2 | 2-3 | 0-0 | 1-1 | 1-0 | 1-0 | 2-3 |
| Montorio 88          | 1-1 | 1-2 | 0-1 | 0-0 | 1-1 | 3-1 | 2-3 | 2-2 |     | 0-0 | 1-1 | 1-1 | 1-2 | 1-1 | 1-0 | 2-0 | 4-0 | 0-1 |
| Morro d'Oro          | 4-1 | 0-2 | 1-2 | 1-2 | 3-1 | 1-4 | 1-4 | 2-0 | 3-1 |     | 1-1 | 0-0 | 1-0 | 0-5 | 1-2 | 1-0 | 2-1 | 2-3 |
| Paterno              | 3-0 | 2-0 | 4-0 | 0-0 | 2-1 | 2-0 | 3-1 | 3-0 | 1-1 | 5-1 |     | 3-0 | 1-2 | 1-1 | 3-1 | 1-0 | 3-0 | 0-0 |
| Pineto               | 3-0 | 0-1 | 2-1 | 3-0 | 3-0 | 1-0 | 2-0 | 3-1 | 0-1 | 4-2 | 1-2 |     | 3-2 | 0-0 | 2-0 | 3-1 | 4-0 | 1-0 |
| Renato Curi Angolana | 1-2 | 1-1 | 4-0 | 5-1 | 1-2 | 2-1 | 1-1 | 0-1 | 1-0 | 3-1 | 1-4 | 0-0 |     | 3-0 | 3-2 | 1-0 | 2-0 | 0-1 |
| San Salvo            | 2-0 | 3-2 | 4-2 | 2-0 | 1-0 | 5-3 | 1-1 | 3-2 | 1-1 | 0-3 | 2-3 | 2-2 | 3-1 |     | 2-1 | 1-2 | 2-0 | 1-1 |
| Sambuceto            | 3-2 | 0-0 | 2-2 | 1-1 | 3-3 | 0-3 | 0-1 | 2-0 | 3-0 | 2-1 | 0-2 | 2-3 | 2-0 | 0-1 |     | 1-1 | 0-1 | 1-1 |
| Torrese              | 1-0 | 2-0 | 1-2 | 3-1 | 0-4 | 1-1 | 0-1 | 1-3 | 1-1 | 0-0 | 1-1 | 1-2 | 2-2 | 0-3 | 1-3 |     | 3-1 | 0-0 |
| Val Di Sangro        | 3-0 | 1-1 | 1-0 | 2-0 | 0-2 | 0-2 | 0-0 | 1-1 | 1-1 | 1-2 | 0-1 | 2-1 | 0-0 | 0-0 | 1-1 | 2-2 |     | 1-3 |
| Vastese              | 3-0 | 2-2 | 6-1 | 5-0 | 3-2 | 1-0 | 3-1 | 1-1 | 5-1 | 0-2 | 1-1 | 0-0 | 1-1 | 1-0 | 4-1 | 1-1 | 3-0 |     |

## Spareggi

### Play-off

#### Semifinali
Il play-off fra il Paterno ed il San Salvo (rispettivamente la seconda e la quinta classificata) non si disputa a causa di un distacco fra le due squadre maggiore di nove punti; di conseguenza la squadra marsicana accede direttamente alla finale play-off.
| Squadra 1 | Risultato | Squadra 2    |
| --------- | --------- | ------------ |
| Pineto    | 3 - 2     | Martinsicuro |

| Arbitro: | Pezzopane (L'Aquila) |

|                                           |           |                                   |
| Antenucci 14’ Cacciatore 90’ Ndiaye 90+3’ | Marcatori | 25’ Coccia 53’ (rig.) Pietropaolo |

#### Finale
| Squadra 1 | Risultato | Squadra 2 |
| --------- | --------- | --------- |
| Paterno   | 0 - 1     | Pineto    |

| Arbitro: | Ursini (Pescara) |

|  |           |                |
|  | Marcatori | 35’ Cacciatore |

Il Pineto accede agli spareggi nazionali e viene promosso in Serie D dove aver eliminato lo Sporting Fiumicino e la Subasio.

### Play-out
Il play-out fra il Sambuceto e la Val di Sangro (rispettivamente la quattordicesima e la diciassettesima classificata) non si disputa a causa di un distacco fra le due squadre maggiore di nove punti; di conseguenza il Sambuceto accede direttamente alla finale play-out.

#### Semifinali
| Squadra 1   | Risultato   | Squadra 2 |
| ----------- | ----------- | --------- |
| Montorio 88 | 0 - 0 (dts) | Torrese   |

| Montorio al Vomano 8 maggio 2016, ore 16:00 | Montorio 88 | 0 – 0 (d.t.s.) | Torrese | Campo Comunale Pigliacelli |

Il Montorio 88 si qualifica in finale play-out per via della miglior posizione in classifica.

#### Finale
| Squadra 1 | Risultato | Squadra 2   |
| --------- | --------- | ----------- |
| Sambuceto | 0 - 1     | Montorio 88 |

| Arbitro: | Di Cicco (Lanciano) |

|  |           |             |
|  | Marcatori | 36’ Durante |

## Verdetti
- Vastese promossa in Serie D 2016-2017.
- Pineto promosso in Serie D 2016-2017 dopo i play-off.
- Sambuceto retrocesso dopo lo spareggio play-out e successivamente ripescato.
- Torrese retrocessa in Promozione Abruzzo 2016-2017 dopo i play-out.
- Celano e Val di Sangro retrocesse direttamente in Promozione Abruzzo 2016-2017.

## Fase Regionale Coppa Italia Dilettanti
La Lega Nazionale organizza, per la stagione sportiva 2015/16, la 50ª edizione della Coppa Italia Dilettanti, alla quale hanno diritto di partecipare tutte le società di Eccellenza.
La prima fase (fase regionale) è organizzata dai singoli comitati regionali. Alla seconda fase (fase nazionale), organizzata direttamente dalla Lega Dilettanti, partecipano le 19 squadre vincitrici delle fasi regionali delle singole regioni (le squadre valdostane e piemontesi sono accorpate).
Il primo turno vede affrontarsi in sei partite andata-ritorno e due triangolari tutte le compagini dell'Eccellenza abruzzese. Successivamente le otto squadre rimaste si affrontano in partite ad eliminazione diretta da cui emerge il club che trionferà nella coppa.